# Ґроховальськ
Ґроховальськ (пол. Grochowalsk, нім. Gröchenwald) — село в Польщі, у гміні Добжинь-над-Віслою Ліпновського повіту Куявсько-Поморського воєводства.
Населення — 424 особи (2011).

## Демографія
Демографічна структура станом на 31 березня 2011 року:
|          | Загалом | Допрацездатний вік | Працездатний вік | Постпрацездатний вік |
| -------- | ------- | ------------------ | ---------------- | -------------------- |
| Чоловіки | 224     | 44                 | 160              | 20                   |
| Жінки    | 200     | 47                 | 111              | 42                   |
| Разом    | 424     | 91                 | 271              | 62                   |